# 岡山インターチェンジ
岡山インターチェンジ（おかやまインターチェンジ）は、岡山県岡山市北区富原の山陽自動車道上にあるインターチェンジ。岡山市街のほか岡山空港や御津地域地区の最寄りインターチェンジである。西日本高速道路中国支社岡山管理事務所、岡山県警察高速道路交通警察隊本部・南部方面隊が併設されている。
本稿では岡山インターチェンジ周辺に発着するバス停留所群についても記す。

## 歴史

### 年表
- 1993年（平成5年）
  - 3月31日 ： 岡山IC - 岡山JCT間開通に伴い、供用開始[2]。
  - 12月1日
    - 岡山県警察高速道路交通警察隊本部が山陽自動車道倉敷早島支線・瀬戸中央自動車道の早島ICから当ICに移転[1]。
    - 岡山県警察高速道路交通警察隊南部方面隊岡山分駐隊を当ICに新設[3]。

  - 12月16日 ： 備前IC - 岡山IC間開通[2]。
- 1999年（平成11年）3月11日 : 岡山県警察高速道路交通警察隊南部方面隊の岡山分駐隊と早島分駐隊が廃止、当ICの南部方面隊に統一[4]。

## 周辺
- 岡山大学津島キャンパス
- 岡山商科大学
- 国立病院機構岡山医療センター
- 岡山県立岡山一宮高等学校
- 明誠学院高等学校
- 妙霑寺
- 岡山西警察署横井交番
- 岡山市北消防署津高出張所
- 岡山電気軌道自動車営業部（岡電バス）津高営業所
- エブリイOkanaka津高
- ハローズ津高店
- グランドマート津高店
- ディオ岡山北店
- ザグザグ津高店

## 接続する道路
- 直接接続
  - 国道53号（通称・岡山北バイパス）

## 料金所
ブース数は6。

### 入口
- ブース数：2
  - ETC専用：1
  - 一般：1

### 出口
- ブース数：4
  - ETC専用：1
  - ETC・一般：1
  - 一般：2

## 岡山インターチェンジ周辺発着バス路線
岡山インターチェンジ周辺に発着するバス路線は会社や路線によってバス停留所を使い分けているため、順に説明する。（特に高速バスは下津井電鉄系か両備グループ系の路線かによって停留所が異なるため注意が必要。ただし、両備グループ系の路線であってもかつて運行されていた岡山エクスプレス津山号は岡山インターチェンジ周辺に停車しなかった。）

### 津高（シモデン津高駐車場）バス停
津高（シモデン津高駐車場）バス停（つだか（シモデンつだかちゅうしゃじょう）バスてい) は、岡山県岡山市北区横井上の横井上北交差点西側（うどん鳴子屋横）にある、シモデングループ2社（下津井電鉄（下電バス）・下電観光バス）の高速バス・観光バス・ツアーバス（シモデンFOPツアー）用バス停留所。冷暖房完備の待合室がある。バスは待合室前に停車する為に、利用客は待合室内でバスを待つ様になっている。待合室内にはテレビ・飲料自動販売機・トイレがあり、待合室に隣接して、高速バス・観光バス・ツアーバス利用者専用駐車場（高速バス利用者用55台、観光バス・ツアーバス利用者用47台、計102台収容）がある。
| のりば                                              | 運行事業者                                               | 愛称・行先・方面                             | 備考   |
| --------------------------------------------------- | -------------------------------------------------------- | -------------------------------------------- | ------ |
|                                                     | 下電バス 両備バス 小田急ハイウェイバス 関東バス          | ■ ルミナス・マスカット号：東京（バスタ新宿） | 夜行便 |
| 下電バス 両備バス 伊予鉄バス ジェイアール四国バス   | ■ マドンナエクスプレス：松山（大街道・松山市駅・松山駅） |                                              |        |
| 下電バス 両備バス とさでん交通 ジェイアール四国バス | ■ 龍馬エクスプレス：高知（一宮・高知駅・はりまや橋）     |                                              |        |
| 下電観光バス                                        | ■ シモデンFOPツアー                                      |                                              |        |

#### バス停へのアクセス
- 中鉄バス・岡電バス 大岩口バス停

### 大岩口バス停
大岩口バス停（おおいわぐちバスてい）は、岡山県岡山市北区横井上の国道53号岡山北バイパス上（横井上南交差点北側）にある、中鉄バス・岡電バスの岡山桃太郎空港リムジンバス、中鉄バス・岡電バスの路線バス用バス停留所。
乗り入れるバス会社
- ■岡電バス（岡山電気軌道）
- ■中鉄バス

| のりば | 運行事業者        | 系統・行先・方面                               | 備考                             |
| ------ | ----------------- | ---------------------------------------------- | -------------------------------- |
| 西側   | 岡電バス 中鉄バス | ■ 872・877・879：（特急 / 直行）岡山桃太郎空港 | 空港リムジンバス。1日1便のみ停車 |
| 西側   | 岡電バス 中鉄バス | ■ 026：国立病院                                | 共同運行                         |
| 東側   | 岡電バス 中鉄バス | ■ 001：岡山駅（東口） ■ 003：天満屋            | 共同運行。「001」は平日のみ運行  |

### 岡山インターバス停
岡山インターバス停（おかやまインターバスてい） は、岡山県岡山市北区富原の岡山IC北交差点西側（岡山西警察署横井交番奥）にある両備ホールディングス（両備バス）の高速バス用バス停留所である。冷暖房完備の待合室（水戸岡鋭治デザイン）がある。バスは待合室前に停車し、利用客は待合室内でバスを待つ様になっている。待合室内には飲料自動販売機・トイレがあり、待合室に隣接して、高速バス利用者・送迎者専用駐車場（210台収容）、自転車・バイク置き場がある。
名称は岡山インターであるが、当バス停は高速道路の施設ではない。
なお、岡山インターチェンジを挟んで約450m南側に同じ両備ホールディングスの観光バス・ツアーバスが発着する岡山専用駐車場バス停がある。
| のりば                                             | 運行事業者 | 愛称・行先・方面 | 備考                                           |
| -------------------------------------------------- | --- | --- | ---------------------------------------------- |
|                                                    | 両備バス 東北急行バス | ■ ルブラン号：横浜（YCAT）・東京（東京駅八重洲通り・東京営業所（東雲車庫）） ■ ままかりライナー：東京（東京駅八重洲通り・上野駅前）・東京ディズニーランド | 夜行便。「ルブラン号」は2020年4月8日より運休中 |
| 中国バス                                           | ■ メイプルハーバー：町田（町田BC）・横浜（横浜駅東口）                                                                                               | 夜行便。2020年4月7日より運休中 |                                                |
| 両備バス 名鉄バス                                  | ■ リョービエクスプレス名古屋号：名鉄バスセンター（名古屋駅）                                                                                         | 夜行便あり |                                                |
| 下電バス 両備バス 京阪京都交通                     | ■ 京都エクスプレス：京都駅烏丸口 | |                                                |
| 両備バス 関西空港交通 南海バス                     | ■ 関空リムジンバス：関西国際空港 | 2020年4月1日より運休中 |                                                |
| 両備バス 中鉄バス                                  | ■リョービエクスプレス神戸・ハーバープリンス：神戸（神戸三宮駅・神戸ポートタワー前）                                                                  | 中鉄バスは土日祝のみ運行 |                                                |
| 両備バス                                           | ■ リョービエクスプレス：大阪（大阪国際空港・湊町（OCAT）・なんば・USJ）                                                                              | |                                                |
| JRバス中国 両備バス 下電バス                       | ■ 吉備エクスプレス大阪号：大阪（大阪駅JR高速バスターミナル・湊町（OCAT）・USJ）                                                                      | |                                                |
| 両備バス JRバス中国 広交観光                       | ■ サンサンライナー：広島（中筋駅・不動院・広島バスセンター）                                                                                         | |                                                |
| 両備バス 中鉄バス JRバス中国 日ノ丸自動車 一畑バス | ■ ももたろうエクスプレス：米子駅・松江駅・出雲市駅                                                                                                   | |                                                |
| 日ノ丸自動車                                       | ■ 新倉吉街道エクスプレス：湯原温泉口・蒜山犬挟・関金温泉・倉吉（倉吉駅・日ノ丸自動車倉吉営業所）/ 三朝町役場・倉吉（倉吉駅・日ノ丸自動車倉吉営業所） | 三朝町役場経由便は2022年5月16日から運休中 |                                                |
| 両備バス 徳島バス                                  | ■ リョービエクスプレス徳島・エディ号：鳴門IC北口・松茂・徳島駅                                                                                       | |                                                |

#### バス停へのアクセス
- 中鉄バス・岡電バス 大岩口バス停

### 岡山専用駐車場バス停
岡山インターバス停（おかやませんようちゅうしゃじょうバスてい） は、岡山県岡山市北区津高の岡山IC南交差点北西側にある、両備ホールディングス（両備バス）の観光バス・ツアーバス（フレンズパック）用バス停留所。観光バス・ツアーバス利用者専用駐車場がある。
なお、岡山インターチェンジを挟んで約450m北側に同じ両備ホールディングスの高速バスが発着する岡山インターバス停がある。
- 両備バス 「フレンズパック」

#### バス停へのアクセス
- 中鉄バス・岡電バス 中原バス停（津高営業所妙でん寺前バス停の1つ北寄り）

### 津高営業所妙でん寺前バス停
津高営業所妙でん寺前バス停（つだかえいぎょうしょみょうでんじまえバスてい）は、岡山県岡山市北区津高の岡山インターチェンジ南東側の岡山市道伊島町二丁目吉宗線（旧国道53号）沿いの妙霑寺（みょうでんじ）前（岡山電気軌道（岡電バス）津高営業所西側）にある岡電バス・中鉄バスの路線バス用バス停留所である。2008年（平成20年）7月21日までは、岡電バスは津高営業所バス停、中鉄バスは津高妙でん寺前バス停の名称でほぼ同一位置ながらバス停名称が異なっていたが、同年7月22日から岡電・中鉄両社が国道53号線を通る路線バス3系統で共同運行を開始したのに伴い、両社のバス停名称を統一して現在の名称とした。
なお、2009年（平成21年）3月19日まで同所にあった中鉄バスの高速バス専用バス停については、名称変更後も津高妙でん寺前のままだった。
乗り入れるバス会社
- ■岡電バス（岡山電気軌道）
- ■中鉄バス

| のりば | 運行事業者        | 系統・行先・方面                                                                  | 備考     |
| ------ | ----------------- | --------------------------------------------------------------------------------- | -------- |
| 西側   | 岡電バス 中鉄バス | ■ 016：津高台団地・半田山ハイツ ■ 026：国立病院 ■ 036：辛香口 ■ 086：免許センター | 共同運行 |
| 東側   | 岡電バス 中鉄バス | ■ 001：岡山駅（東口） ■ 003：天満屋                                               | 共同運行 |
| 東側   | 岡電バス          | ■ 009：岡山駅西口 ■ 001：岡山駅（東口）                                           |          |

※岡電バスの津高営業所妙でん寺前バス停を始終着とする路線バスについては、岡電バス津高営業所構内への発着となる。

## 隣
E2 山陽自動車道
(13)山陽IC - (14)岡山IC - (14-1)吉備SA/SIC - (15)岡山JCT - (16)倉敷JCT - (17)倉敷IC